# Duda razonable
La evidencia que está más allá de la duda razonable es el estándar de evidencia requerido para validar una condena criminal en la mayoría de los sistemas acusatorios.
Generalmente el fiscal tiene la carga de prueba, y se le exige probar su versión de los hechos conforme este estándar. Esto significa que la proposición que es presentada por la fiscalía tiene que ser probada en la medida en que no podría haber ninguna «duda razonable» en la mente de una «persona razonable» sobre si el acusado es o no culpable. Todavía puede haber una duda, pero solo en una medida que no afectaría la creencia, de una persona razonable, acerca de si el acusado es o no culpable.  Más allá de «la sombra de una duda» es a veces utilizado como duda razonable, pero esto extiende más allá el último, a una dimensión en que puede ser considerado un estándar imposible. El término «duda razonable» es por lo tanto el usado.
Si la duda afecta la creencia de una «persona razonable» sobre si el acusado es culpable, el jurado no es satisfecho más allá de la «duda razonable».  El significado preciso de palabras como «razonable» y «duda» es normalmente definido dentro de la jurisprudencia del país respectivo.

## Por jurisdicción

### Reino Unido

#### Inglaterra y Gales
El uso de «duda razonable» como requisito estándar en el sistema de justicia Occidental se origina en la Inglaterra medieval. En el derecho común inglés con anterioridad al estándar de «duda razonable», dar un veredicto en juicios criminales tenía repercusiones religiosas severas para los miembros del jurado.  Según ley judicial anterior a 1780: «El miembro del jurado que declara a cualquier otra persona culpable, está sujeto a la Venganza de Dios sobre su Familia y Negocios, Cuerpo y Alma, en este mundo y en aquel por venir». Se creía también que, en caso de duda donde la propia salvación está en peligro, uno siempre ha de tomar el camino más seguro, y por ende, un juez en duda debe rechazar juzgar. Fue en reacción a estos miedos religiosos que la «duda razonable» fue introducida en el siglo XVIII tardío al derecho común inglés, permitiendo de ese modo a los jurados condenar más fácilmente.  Por lo tanto el uso original del estándar de «duda razonable» era opuesto a su uso moderno de limitar la capacidad de condenar del miembro del jurado.
Aun así, los jurados en los tribunales criminales en Inglaterra ya no son orientados habitualmente a considerar si hay «duda razonable» sobre la culpa de un acusado.  De hecho, una condena reciente fue apelada después de que el juez había dicho al jurado «tienen que estar satisfechos de la culpa más allá de toda duda razonable». La condena fue confirmada pero el Tribunal de Apelación dejó clara su disconformidad con el comentario del juez, indicando que el juez en cambio tendría que haber dicho al jurado sencillamente que antes de que puedan entregar un fallo condenatorio, «tienen que estar seguros de que el acusado es culpable».
El principio de «más allá de una duda razonable» fue expuesto en: Woolmington v DPP [1935] UKHL 1

A los jurados siempre se les dice que si la condena debe ser dada, la fiscalía tiene que haber probado el caso más allá de una duda razonable. Esta declaración no puede significar que para ser absuelto el prisionero tiene que «satisfacer» al jurado. Esta es la ley tal como la estableció el Tribunal de Apelación en lo Penal en R. v. Davies (8 C.Un.R. 211) cuyo sumario correctamente declara que dónde la intención es un elemento del delito, no es carga de la Defensa probar que el acto fue accidental. A través de la telaraña de la Ley Penal Inglés un hilo de oro siempre está a la vista, y es el deber de la fiscalía para demostrar la culpabilidad del prisionero, sujeto a lo que ya he dicho en cuanto a la defensa de la locura y sujeto también a cualquier excepción legal. . Si, al final y en el conjunto del caso, hay una duda razonable, creada por la evidencia rendida por la acusación o el prisionero, en cuanto a si el preso mató al difunto con una intención maliciosa, la fiscalía no justificó el caso y el prisionero tiene derecho a una sentencia absolutoria. No importa cuál sea la acusación o el juicio, el principio de que la acusación debe probar la culpabilidad del detenido es parte de la ley común de Inglaterra y ningún intento de reducirlo gradualmente hacia abajo puede ser sostenido.

### Canadá
En Canadá, la expresión «más allá de una duda razonable» requiere aclaración para el beneficio del jurado. La decisión que sentó jurisprudencia es R. v. Lifchus, donde el Tribunal Supremo discutió los elementos apropiados de las instrucciones al jurado en el concepto de «duda razonable» y notó que «la correcta explicación del requisito de la carga de prueba es esencial para asegurar un juicio penal justo». Si bien la corte no prescribió ningún fraseo concreto que un juez de juicio tiene que utilizar para explicar el concepto, recomendó ciertos elementos que tendrían que ser incluidos en una instrucción al jurado, así como señaló comentarios que tendría que ser evitados.
El tribunal supremo sugirió que el concepto de la prueba más allá de una duda razonable tendría que ser explicada a jurados como sigue:
- El estándar de la prueba más allá de una duda razonable está inextricablemente entrelazado con aquel principio fundamental a todos los juicios criminales: la presunción de inocencia.
- La carga de la prueba recae en la acusación a lo largo de todo el juicio, y nunca cambia al acusado.
- Una duda razonable no es una duda basada en compasión o prejuicio; en cambio, está basada en la razón y el sentido común.
- La duda razonable está lógicamente conectada a la evidencia o ausencia de evidencia.
- Probar más allá de una duda razonable no implica prueba hasta una certeza absoluta. Eso no es prueba más allá de cualquier duda, ni es una duda imaginaria o frívola.
- Se requiere más que probar que el acusado es probablemente culpable. Un jurado qué concluye sólo que el acusado es probablemente culpable debe absolver.

La corte advirtió también a los jueces de juicio que tendrían que evitar explicar el concepto en las maneras siguientes:
- Describiendo el plazo «duda razonable» como una expresión normal que no tiene un significado especial en el contexto de ley criminal.
- Invitando a los miembros del jurado a aplicar a la tarea ante ellos, el mismo estándar de prueba que aplican a importantes, o incluso las más importantes, decisiones en sus propias vidas.
- Equiparando prueba «más allá de una duda razonable» a prueba «de certeza moral».
- Calificando la palabra «duda» con adjetivos distintos de «razonables», como «serios»,  «sustancial», o «acechante», los cuales pueden confundir al jurado.
- Instruyendo a los jurados que pueden condenar si están «seguros» de que el acusado es culpable, en vez de proporcionarles una definición apropiada al significado de las palabras «más allá de una duda razonable».

El tribunal supremo de Canadá desde entonces ha enfatizado en R. v. Starr que una manera eficaz de explicar el concepto es decir al jurado que prueba más allá de una duda razonable «cae mucho más cerca de la certeza absoluta que la prueba en un equilibrio de probabilidades». No es bastante para creer que el acusado es probablemente culpable, o aparentemente culpable. Prueba de culpabilidad probable, o aparentemente probable, no es prueba más allá de una duda razonable.

### Nueva Zelanda
En Nueva Zelanda, a los jurados típicamente se les dice durante un juicio que el delito debe ser probado «más allá de duda razonable», y los jueces normalmente incluyen esto en el resumen. No hay una receta absoluta sobre cómo los jueces tendrían que explicar la duda razonable a los jurados. Los jueces normalmente le dicen a los miembros del jurado que estarán satisfechos más allá de la duda razonable si «se sienten seguros» o «están seguros» de que el acusado es culpable. En línea con las indicaciones de la corte de apelaciones, los jueces hacen poco para extenderse sobre esto o para explicar qué significa.
Una investigación publicada en 1999 determinó que muchos miembros del jurado estaban inseguros sobre qué significaba «más allá de una duda razonable». «Ellos generalmente pensaban en términos de porcentajes, y debatían y discrepaban entre ellos sobre el porcentaje de certeza requerido para "más allá de una duda razonable", interpretándolo de manera variada como cien por ciento, noventa y cinco por ciento, setenta y cinco por ciento e incluso cincuenta por ciento. Ocasionalmente esto produjo malentendidos profundos sobre el estándar de prueba».

### Estados Unidos
En los Estados Unidos, los jurados tienen que ser instruidos para aplicar el estándar de duda razonable cuando determinan la culpabilidad o inocencia de un acusado criminal, pero hay mucho desacuerdo en cuanto a si al jurado le tendría que ser dada una definición de «duda razonable». En Victor v. Nebrasca, la corte suprema de Estados Unidos expresó su desaprobación de las instrucciones poco claras sobre duda razonable en tratamiento, pero no llegó a exponer una instrucción jurado ejemplar.
La Corte Suprema de los Estados Unidos discutió primero el término en Millas v. Estados Unidos (1880): «La evidencia sobre la cual un jurado está justificado para rendir un fallo condenatorio tiene que ser suficiente para producir una sentencia de culpabilidad, con exclusión de toda duda razonable». In re Winship (1970) estableció que la doctrina también aplica a los procesos de responsabilidad penal juvenil, y ciertamente a todos los hechos esenciales necesarios para probar el delito: «Sostenemos explícitamente que la cláusula de debido proceso protege al acusado contra la condena excepto sobre prueba más allá de una duda razonable de cada hecho necesario de constituir el delito del que está acusado».

### Japón
Desde entonces 1945, Japón también ha operado por un estándar de «duda razonable», incluyendo la doctrina de in dubio pro reo, la cual fue instituida por el Tribunal Supremo durante un polémico juicio de asesinato en 1975. Aun así, esto no es considerado un estándar esencial en Japón y los jueces de primera instancia a veces lo desatienden.